# Centro de Convenções Rubens Gil de Camillo
O Centro de Convenções Arquiteto Rubens Gil de Camillo é um espaço para eventos localizado na cidade brasileira de Campo Grande (Mato Grosso do Sul). Instalado numa área de 8.271 m² (além de 1.600 m² de área livre), é considerado um dos mais modernos e bem equipados espaço para eventos de toda América do Sul. Possui uma arquitetura contemporânea, com equipamentos de alta qualidade para realização de grandes eventos, shows, feiras, convenções, entre outros.

## História
Construído dentro da Reserva Ecológica do Parque dos Poderes, numa enorme área de vegetação nativa, este espaço foi inaugurado em setembro de 1994 e tornou-se o principal espaço para eventos da cidade. Ganhou o prêmio de o melhor investimento turístico do ano de 1994, com o PIT (Prêmio de Imprensa do Turismo), no Rio de Janeiro. Foi vencedor também do Prêmio Caio 2002, na categoria centro de convenções da região Centro-Oeste/Norte.

## Anexos

### Auditórios
O centro de convenções está dividido em 4 auditórios:
- Auditório Germano Barros de Souza (196 lugares)
- Auditório Pedro de Medeiros (135 lugares)
- Auditório Tertuliano Amarilha (108 lugares)
- Teatro Manoel de Barros (1.049 lugares).

### Outros espaços
- Praça de alimentação
- Enfermaria
- Camarins
- Sala de imprensa
- Recepção
- Administração
- Vão livre para feiras, exposições artísticas e mostras.